# Cincinnata fasciata
Cincinnata fasciata är en skalbaggsart som beskrevs av Jordan 1894. Cincinnata fasciata ingår i släktet Cincinnata och familjen långhorningar.
Artens utbredningsområde är Gabon. Inga underarter finns listade i Catalogue of Life.